# Wolfgang-Georges-Frédéric de Palatinat-Neubourg
Wolfgang Georges Frédéric François de Palatinat-Neubourg (* 5 juin 1659 à Düsseldorf; † 4 juin 1683 à Wiener Neustadt) est le cinquième enfant et deuxième fils du duc Philippe-Guillaume de Neubourg.
Comme son frère aîné Jean-Guillaume de Neubourg-Wittelsbach devait prendre la succession de son père, il s'oriente vers une carrière ecclésiastique. Il est nommé évêque de Cologne, et devait aussi être nommé en tant que prince-évêque de Breslau. Toutefois, il est mort avant l'élection, à l'âge de 24 ans, à Wiener Neustadt.
Il est enterré dans l'Église de Neuburg an der Donau ". Dans la Cathédrale Saint-George à Wiener Neustadt, une dalle est apposée à sa mémoire. Son plus jeune frère François-Louis de Palatinat-Neubourg est nommé prince-évêque de Breslau à sa place.